# Pericle (nome)
Pericle  è un nome proprio di persona italiano maschile.

## Varianti in altre lingue
- Ceco: Periklés
- Esperanto: Periklo
- Francese: Périclès
- Greco antico: Περικλης (Perikles)[1][2]
- Greco moderno: Περικλής (Periklīs)
- Inglese: Pericles
- Islandese: Períkles
- Latino: Pericles[1]
- Lettone: Perikls
- Lituano: Periklis
- Polacco: Perykles
- Portoghese: Péricles
- Romeno: Pericle
- Slovacco: Perikles
- Sloveno: Periklej
- Spagnolo: Pericles
- Tedesco: Perikles
- Ungherese: Periklész

## Origine e diffusione
Deriva dal greco antico Περικλης (Perikles), latinizzato in Pericles, composto da περι (peri, "intorno") e κλεος (kleos, "gloria"), e significa quindi "circondato di gloria", "la cui fama è molto diffusa".

## Onomastico
Il nome Pericle è adespota, non essendo portato da alcun santo; l'onomastico ricade quindi il 1º novembre, giorno di Ognissanti.

## Persone

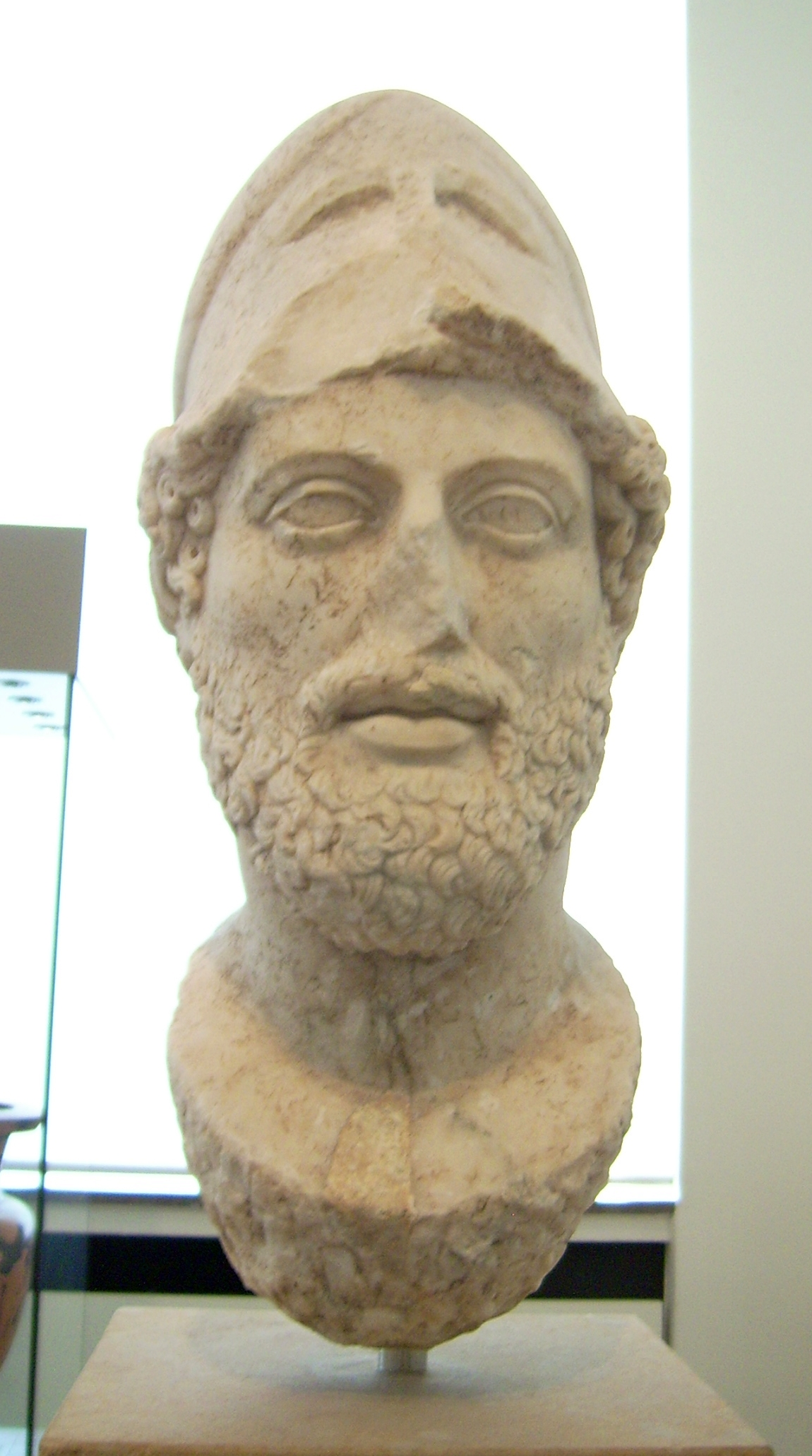
Busto di Pericle al Altes Museum, Berlino

- Pericle, politico, oratore e stratego ateniese
- Pericle il Giovane, ammiraglio ateniese, figlio di Pericle
- Pericle Ansaldo, scenografo italiano
- Pericle Ducati, archeologo ed etruscologo italiano
- Pericle Fazzini, artista, pittore e scultore italiano
- Pericle Felici, cardinale e arcivescovo cattolico italiano
- Pericle Mazzoleni, politico italiano
- Pericle Pagliani, atleta italiano

### Variante Periklīs
- Periklīs Dorkofikīs, cestista greco.
- Periklīs Giannopoulos, poeta, traduttore e saggista greco
- Periklīs Iakōvakīs, atleta greco
- Periklīs Kakousīs, tiratore di fune, atleta e sollevatore greco
- Periklīs Pierrakos-Mauromichalīs, schermidore greco

## Il nome nelle arti
- Pericle è un personaggio della commedia Pericle, principe di Tiro , scritta in parte da William Shakespeare.
- Pericle Peruzzi è un personaggio del romanzo Canale Mussolini di Antonio Pennacchi.
- Pericles Phranakis è un personaggio del romanzo di John Brunner Il telepatico.